# Touch (岩崎良美歌曲)
《Touch》（日语：／ Tatchi）是日本女性歌手岩崎良美的第20張單曲。1985年3月21日由Canyon Record（今Pony Canyon）發行。

## 概要
A面歌曲「Touch」曾被選為富士電視台電視動畫《鄰家女孩》的第1期（第1話－第27話）片頭主題曲使用。至於B面歌曲「若是少了你」同樣也被同名電視動畫選為第1期（第1話－第27話）片尾主題曲使用。
該單曲在Oricon首度亮相時曾經創下週榜第12名、及1985年度年榜第39名的成績，是岩崎她最高峰的代表歌曲。
1985年5月30日，岩崎良美她以該歌曲在TBS電視台音樂節目《The Best Ten》的單元「今週」唱完歌曲「決心」之後，與同樣從事歌手的姊姊岩崎宏美姊妹兩人一起現場演場（也是自從1980年7月在同名音樂節目現場演唱「涼風」以來）。
後來在1987年，該單曲以迪斯可舞曲風在「TOUCH 12inch club mix」（C12A-0556）收錄發行。並在2007年，發行由原唱者岩崎她翻唱的版本在「Touch（21st century ver.）」（KDSD-00134）收錄。
至今，該歌曲與「狙擊」「左手投手」並列為日本高中棒球必備應援歌。

## 收錄歌曲
所有歌曲由康珍化作詞，芹澤廣明作曲、編曲。
1. Touch（タッチ）
  - 富士電視台電視動畫《鄰家女孩》第1期片頭主題曲
2. 若是少了你
  - 富士電視台電視動畫《鄰家女孩》第1期片尾主題曲

## 翻唱
- 日高範子－收錄在1987年2月21日發行的專輯「淺倉南 Touch in Memory」。
- 三矢雄二－收錄在1987年2月21日發行的專輯「上杉達也 Touch in Memory」 。
- 澤井夏美 & Quick-Times－收錄在1998年11月21日發行的專輯「Touch Miss Lonely Yesterday 在那之後的你… Original Soundtrack」 。曲名為「Touch Friday Night Ver.」。
- 芹澤廣明（日语：芹澤廣明）－收錄在2001年2月1日發行的專輯「Touch CROSS ROAD ～風之速 Original Soundtrack」。
- Raphael－收錄在2001年2月21日發行的專輯「不滅華」。
- 新谷早苗（日语：新谷さなえ）－收錄在2002年8月22日發行的專輯「pop'n music 8 AC ♥ CS pop'n music 6」。
- HEAVY HITTER（日语：HEAVY HITTER）♂ & The Friends－收錄在2002年11月20日發行的專輯「甲子園」。
- ANIMETAL（日语：アニメタル）－收錄在2003年6月25日發行的專輯「V」。
- Younha－收錄在2005年9月7日發行的單曲「/夢」。
- 井上和彥－收錄在2007年9月19日發行的專輯「百歌聲爛 男性聲優篇」。
- 稻村優奈－收錄在2007年10月3日發行的專輯「百歌聲爛 女性聲優篇」。
- 伊瀨茉莉也－收錄在2007年10月3日發行的專輯「百歌聲爛 女性聲優篇」。
- 藤村步－收錄在2007年10月3日發行的專輯「百歌聲爛 女性聲優篇」。
- 森下悠里－收錄在2007年10月10日發行的迷你專輯「 ～台風～」。
- 名塚佳織－收錄在2008年1月23日發行的專輯「百歌聲爛 女性聲優篇II」。
- 浪川大輔－收錄在2009年3月18日發行的專輯「百歌聲爛 男性聲優篇III」。
- 中村繪里子－收錄在2009年3月18日發行的專輯「百歌聲爛 女性聲優篇III」。
- 豐口惠－收錄在2012年2月8日發行的專輯「[新·百歌聲爛II 女性聲優篇」。
- Dancing Dolls（日语：Dancing Dolls）－收錄在2012年9月12日發行的專輯「Touch -A.S.A.P.-（日语：タッチ-A.S.A.P.-/上海ダーリン）」。
- 都春美－收錄在2014年11月19日發行的專輯「≪青盤≫」。
- 電波組.inc－收錄在2015年9月16日發行的專輯「即使明天地球粉碎了（日语：あした地球がこなごなになっても）」（初回限定盤C）。